# Paradesmiphora
Paradesmiphora är ett släkte av skalbaggar. Paradesmiphora ingår i familjen långhorningar.
Kladogram enligt Catalogue of Life:
| Paradesmiphora | \| \| Paradesmiphora amazonica \| \| \| \| \| \| Paradesmiphora farinosa \| \| \| \| |
|                | \| \| Paradesmiphora amazonica \| \| \| \| \| \| Paradesmiphora farinosa \| \| \| \| |
|                | Paradesmiphora amazonica                                                             |
|                |                                                                                      |
|                | Paradesmiphora farinosa                                                              |
|                |                                                                                      |